# 漂浮 (二十一名飛員樂團歌曲)
《漂浮》（英語："Levitate"）是由美国音乐组合二十一名飞行员创作并录制的歌曲。这首歌于2018年8月8日作为第五张录音室专辑《音樂戰壕》中的第三首单曲发行。

## 音乐
《漂浮》是一首説唱搖滾歌曲，其中还包含嘻哈和陷阱元素，并带有迷幻合成器、电子节拍，以及用快节奏演唱的歌词。歌曲的速度为每分钟93拍，持续时间为2分25秒。歌曲以专辑上一首歌曲《連身服》的尾声开场。这首歌当中的一句歌词呼应了乐队早期作品《汽車音響》。《滚石》形容歌曲当中“约瑟夫的饶舌伴随着发出颤音的合成器和邓充满原始激情的敲击”。歌曲当中，他快速而流畅的一系列复杂的说唱韵法与歌曲的快节拍保持一致，他专一而轻松的说唱表现与歌曲强而有力的节拍融合在一起。

## 发布
这首歌于2018年8月7日被泄露到音乐平台Tidal上，但很快被移除。同一时间专辑的曲目表也被泄露到网络。这首歌在当天稍晚正式发行，并在Beats 1的Zane Lowe电台节目上首播。

## 音乐录影带
该歌曲的音乐录影带于2018年8月8日发布。影片继续了前两首单曲影片的故事线，也是《音乐战壕》音乐录影带三部曲的终结篇。影片由前两部影片的导演安德鲁·多诺霍执导。影片中泰勒·约瑟夫与匪帮团一块，手举火炬，在山间空地活动。约瑟夫剃光了头发。影片最后他被德马的一位主教抓住。

## 人员
制作人员信息来自《音乐战壕》的内页说明和二十一名飞行员官方YouTube频道。
- 泰勒·约瑟夫 – 主唱、贝斯、键盘、合成器、采样、编程、歌曲创作、制作
- 乔什·邓 – 鼓、鼓工程、打击乐、和声

额外人员
- 保罗·米尼（英语：Paul Meany） – 合成器、编程、歌曲创作、制作、和声
- 亚当·霍金斯（英语：Adam Hawkins） – 混音
- 克里斯·格林格（英语：Chris Gehringer） – 母带处理

## 排行榜
| 榜单 (2018)                      | 最高排名 |
| -------------------------------- | -------- |
| 捷克（百強數位單曲榜）           | 90       |
| 新西兰热门单曲榜 (RMNZ)          | 15       |
| 美國（《告示牌》Hot Rock Songs） | 11       |

| 榜单 (2018)                    | 排名 |
| ------------------------------ | ---- |
| 美国热门摇滚歌曲（《告示牌》） | 67   |